# Cupa Africii pe Națiuni 2008
Cupa Africii pe Națiuni 2008 a fost a 26-a ediție a Cupei Africii pe Națiuni, fiind găzduită de Ghana. Câștigătoarea competiției a fost Egipt, care a bătut Camerunul cu 1-0 în finală. Cu 99 goluri marcate, a fost turneul cu cele mai multe goluri marcate din istoria competiției.

## Faza grupelor

### Grupa A
| Echipă  | Pld | W | D | L | GF | GA | GD | Pts |
| ------- | --- | - | - | - | -- | -- | -- | --- |
| Ghana   | 3   | 3 | 0 | 0 | 5  | 1  | +4 | 9   |
| Guineea | 3   | 1 | 1 | 1 | 5  | 5  | 0  | 4   |
| Maroc   | 3   | 1 | 0 | 2 | 7  | 6  | +1 | 3   |
| Namibia | 3   | 0 | 1 | 2 | 2  | 7  | -5 | 1   |

| Ghana                          | 2 – 1    | Guineea      |
| ------------------------------ | -------- | ------------ |
| A. Gyan 55' (pen.) Muntari 90' | (Raport) | Kalabane 65' |

| Namibia      | 1 – 5    | Maroc                                             |
| ------------ | -------- | ------------------------------------------------- |
| Brendell 24' | (Raport) | Alloudi 1', 5', 28' Sektioui 40' (pen.) Zerka 74' |

| Guineea                                | 3 – 2    | Maroc                         |
| -------------------------------------- | -------- | ----------------------------- |
| Feindouno 11', 63' (pen.) Bangoura 59' | (Raport) | Aboucherouane 60' Ouaddou 90' |

| Ghana     | 1 – 0    | Namibia |
| --------- | -------- | ------- |
| Agogo 41' | (Raport) |         |

| Ghana                  | 2 – 0    | Maroc |
| ---------------------- | -------- | ----- |
| Essien 26' Muntari 45' | (Raport) |       |

| Guineea   | 1 – 1    | Namibia      |
| --------- | -------- | ------------ |
| Youla 62' | (Raport) | Brendell 80' |

### Grupa B
| Echipă           | Pld | W | D | L | GF | GA | GD | Pts |
| ---------------- | --- | - | - | - | -- | -- | -- | --- |
| Coasta de Fildeș | 3   | 3 | 0 | 0 | 8  | 1  | +7 | 9   |
| Nigeria          | 3   | 1 | 1 | 1 | 2  | 1  | +1 | 4   |
| Mali             | 3   | 1 | 1 | 1 | 1  | 3  | -2 | 4   |
| Benin            | 3   | 0 | 0 | 3 | 1  | 7  | -6 | 0   |

| Nigeria | 0 – 1    | Coasta de Fildeș |
| ------- | -------- | ---------------- |
|         | (Raport) | Kalou 66'        |

| Mali               | 1 – 0    | Benin |
| ------------------ | -------- | ----- |
| Kanouté 49' (pen.) | (Raport) |       |

| Coasta de Fildeș                              | 4 – 1    | Benin          |
| --------------------------------------------- | -------- | -------------- |
| Drogba 40' Y. Touré 44' Keïta 53' Dindane 63' | (Raport) | Omotoyossi 90' |

| Nigeria | 0 – 0    | Mali |
| ------- | -------- | ---- |
|         | (Raport) |      |

| Nigeria              | 2 – 0    | Benin |
| -------------------- | -------- | ----- |
| Mikel 53' Yakubu 86' | (Raport) |       |

| Coasta de Fildeș              | 3 – 0    | Mali |
| ----------------------------- | -------- | ---- |
| Drogba 9' Zoro 54' Sanogo 86' | (Raport) |      |

### Grupa C
| Echipă  | Pld | W | D | L | GF | GA | GD | Pts |
| ------- | --- | - | - | - | -- | -- | -- | --- |
| Egipt   | 3   | 2 | 1 | 0 | 8  | 3  | +5 | 7   |
| Camerun | 3   | 2 | 0 | 1 | 10 | 5  | +5 | 6   |
| Zambia  | 3   | 1 | 1 | 1 | 5  | 6  | -1 | 4   |
| Sudan   | 3   | 0 | 0 | 3 | 0  | 9  | -9 | 0   |

| Egipt                                | 4 – 2    | Camerun               |
| ------------------------------------ | -------- | --------------------- |
| Hosny 14' (pen.), 82' Zidan 17', 45' | (Raport) | Eto'o 51', 90' (pen.) |

| Sudan | 0 – 3    | Zambia                                    |
| ----- | -------- | ----------------------------------------- |
|       | (Raport) | Chamanga 2' J. Mulenga 50' F. Katongo 59' |

| Camerun                                            | 5 – 1    | Zambia         |
| -------------------------------------------------- | -------- | -------------- |
| Geremi 28' Job 32', 82' Emana 44' Eto'o 66' (pen.) | (Raport) | C. Katongo 90' |

| Egipt                                | 3 – 0    | Sudan |
| ------------------------------------ | -------- | ----- |
| Hosny 29' (pen.) Aboutreika 78', 83' | (Raport) |       |

| Camerun                                    | 3 – 0    | Sudan |
| ------------------------------------------ | -------- | ----- |
| Eto'o 27' (pen.), 90' El Khider 33' (o.g.) | (Raport) |       |

| Egipt    | 1 – 1    | Zambia         |
| -------- | -------- | -------------- |
| Zaki 15' | (Raport) | C. Katongo 88' |

### Grupa D
| Echipă        | Pld | W | D | L | GF | GA | GD | Pts |
| ------------- | --- | - | - | - | -- | -- | -- | --- |
| Tunisia       | 3   | 1 | 2 | 0 | 5  | 3  | +2 | 5   |
| Angola        | 3   | 1 | 2 | 0 | 4  | 2  | +2 | 5   |
| Senegal       | 3   | 0 | 2 | 1 | 4  | 6  | -2 | 2   |
| Africa de Sud | 3   | 0 | 2 | 1 | 3  | 5  | -2 | 2   |

| Tunisia             | 2 – 2    | Senegal                   |
| ------------------- | -------- | ------------------------- |
| Jemâa 9' Traoui 82' | (Raport) | Bayal Sall 45' Kamara 66' |

| Africa de Sud   | 1 – 1    | Angola      |
| --------------- | -------- | ----------- |
| van Heerden 87' | (Raport) | Manucho 29' |

| Senegal         | 1 – 3    | Angola                      |
| --------------- | -------- | --------------------------- |
| Diagne-Faye 20' | (Raport) | Manucho 50', 67' Flávio 78' |

| Tunisia                      | 3 – 1    | Africa de Sud |
| ---------------------------- | -------- | ------------- |
| Santos 8', 34' Ben Saada 32' | (Raport) | Mphela 87'    |

| Senegal       | 1 – 1    | Africa de Sud   |
| ------------- | -------- | --------------- |
| H. Camara 36' | (Raport) | van Heerden 14' |

| Tunisia | 0 – 0    | Angola |
| ------- | -------- | ------ |
|         | (Raport) |        |

## Faza eliminatorie
|  | Sferturi de finală    | Sferturi de finală   |                      |                  | Semifinale  | Semifinale  |  |  | Finala               | Finala |
|  |                       |                      |                      |                  |             |             |  |  |                      |        |
|  | 3 februarie - Accra   |                      |                      |                  |             |             |  |  |                      |        |
|  |                       |                      |                      |                  |             |             |  |  |                      |        |
|  | Ghana                 | 2                    |                      |                  |             |             |  |  |                      |        |
|  | Ghana                 | 2                    | 7 februarie - Accra  |                  |             |             |  |  |                      |        |
|  | Nigeria               | 1                    |                      |                  |             |             |  |  |                      |        |
|  | Nigeria               | 1                    | Ghana                | 0                |             |             |  |  |                      |        |
|  | 4 februarie - Tamale  |                      | Ghana                | 0                |             |             |  |  |                      |        |
|  |                       | Camerun              | 1                    |                  |             |             |  |  |                      |        |
|  | Tunisia               | Camerun              | 1                    | 2                |             |             |  |  |                      |        |
|  | Tunisia               |                      | 10 februarie - Accra | 2                |             |             |  |  |                      |        |
|  | Camerun               | 3                    |                      |                  |             |             |  |  |                      |        |
|  | Camerun               | 3                    | Camerun              | 0                |             |             |  |  |                      |        |
|  | 3 februarie - Sekondi |                      | Camerun              | 0                |             |             |  |  |                      |        |
|  |                       | Egipt                | 1                    |                  |             |             |  |  |                      |        |
|  | Coasta de Fildeș      | Egipt                | 1                    | 5                |             |             |  |  |                      |        |
|  | Coasta de Fildeș      | 7 februarie - Kumasi |                      | 5                |             |             |  |  |                      |        |
|  | Guineea               | 0                    |                      |                  |             |             |  |  |                      |        |
|  | Guineea               | 0                    | Coasta de Fildeș     | 1                | Finala mică | Finala mică |  |  |                      |        |
|  | 4 februarie - Kumasi  |                      | Coasta de Fildeș     | 1                | Finala mică | Finala mică |  |  |                      |        |
|  |                       | Egipt                | 4                    |                  |             |             |  |  |                      |        |
|  | Egipt                 | Egipt                | 4                    | 2                | Ghana       | 4           |  |  |                      |        |
|  | Egipt                 |                      |                      | 2                | Ghana       | 4           |  |  |                      |        |
|  | Angola                | 1                    |                      | Coasta de Fildeș | 2           |             |  |  |                      |        |
|  | Angola                | 1                    |                      |                  | 2           |             |  |  |                      |        |
|  |                       |                      |                      |                  |             |             |  |  | 9 februarie - Kumasi |        |
|  |                       |                      |                      |                  |             |             |  |  |                      |        |